# Telefónica Deutschland
Telefónica Deutschland Holding AG (comercialmente denominada O2) es un proveedor de servicios de telecomunicaciones en Alemania, propiedad de la multinacional española Telefónica, con su sede en Múnich. 
Es el primer operador móvil por cuota de mercado en Alemania, por delante de Deutsche Telekom y Vodafone. El 1 de abril de 2011, completó su fusión con el operador de cable «HanseNet», pasando a tener presencia en el mercado convergente de fijo, móvil e internet. El 1 de octubre de 2014, cerró la adquisición de la operadora de capital neerlandés «E-Plus», quedando unificadas en febrero de 2016, ambas bajo la marca O2.